# Schuco

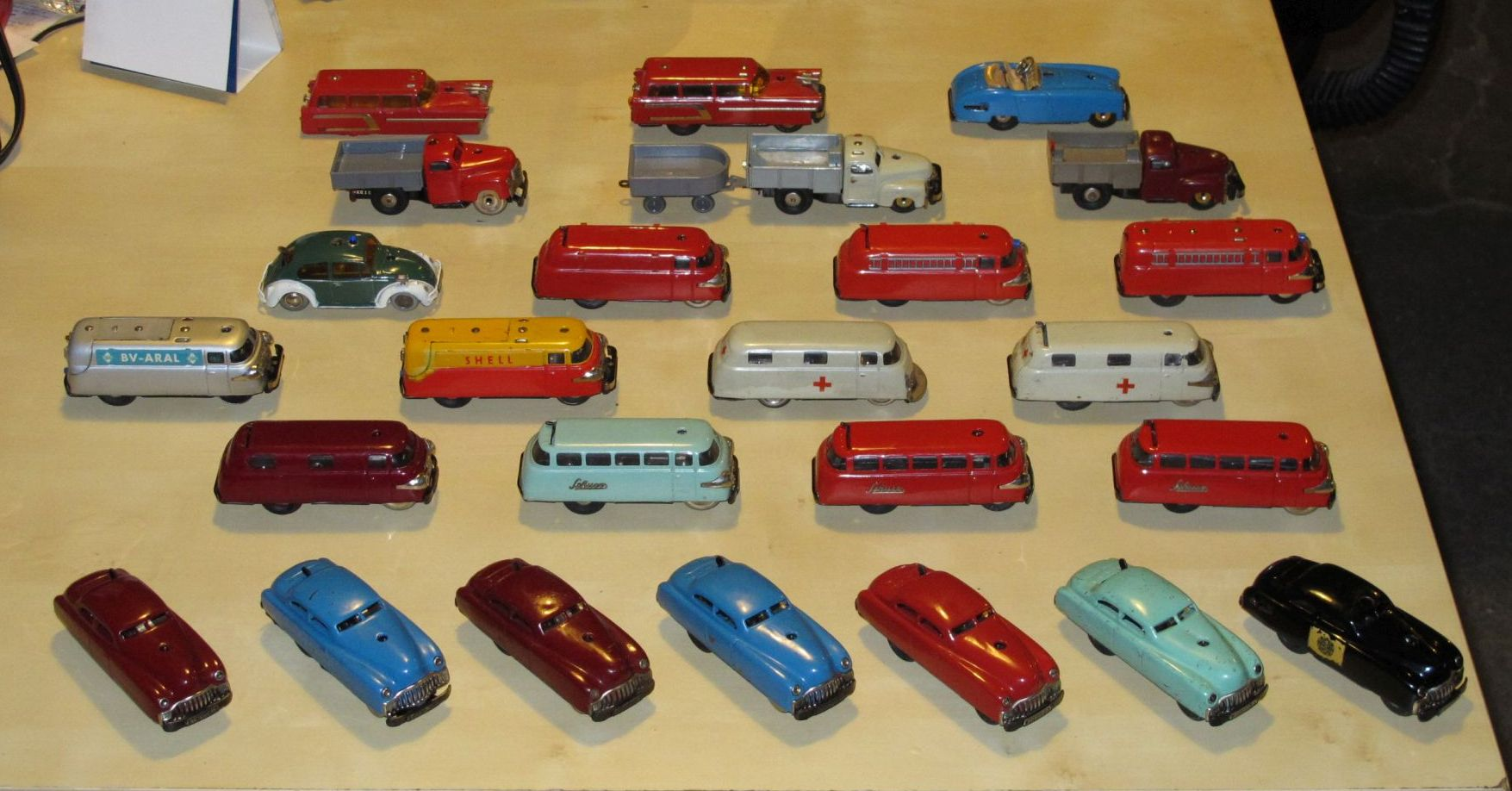
Leksaksbilar från Schuco.

Schuco är en tysk leksakstillverkare.
Företaget startades i Nürnberg 1912 av Heinrich Müller och Heinrich Schreyer. Sin största framgång fick företaget med en mekanisk fågel som drogs upp med nyckel. Främst kom dock företaget att bli för sina leksaksbilar, initialt tillverkade i plåt men senare även i plast.